# Alain Teulé
Pour les articles homonymes, voir Teulé.
Pas d'image ? Cliquez ici

a Compétitions nationales et continentales officielles uniquement.

Alain Teulé, né le 5 mars 1958 à Vic-en-Bigorre (Hautes-Pyrénées), est un joueur français de rugby à XV évoluant au poste de pilier.

## Biographie
Joueur du Stadoceste tarbais, Alain Teulé mesure 1,80 m pour 105 kg.
International espoir[réf. nécessaire], il est surnommé La Tuile.
Il est remplaçant lors de la finale du Championnat de France en 1988 perdue contre le SU Agen sur le score de 9 à 3.
Il a été sélectionné en équipe de France pour la tournée en Afrique du Sud en 1988, ainsi qu'en 1993 contre l'Italie[réf. nécessaire][Quand ?].

## Palmarès
- Finaliste du Championnat de France en 1988 avec le Stadoceste tarbais.